# Esquadra 601
A Esquadra 601 "Lobos" é uma esquadra da Força Aérea Portuguesa. A sua missão consiste na realização de operações de luta anti-superfície, luta anti-submarina, de busca e salvamento e de minagem. Opera aviões P-3 Orion.